# José Riço Direitinho
José Riço Direitinho (* 1965 in Lissabon) ist ein portugiesischer Schriftsteller.

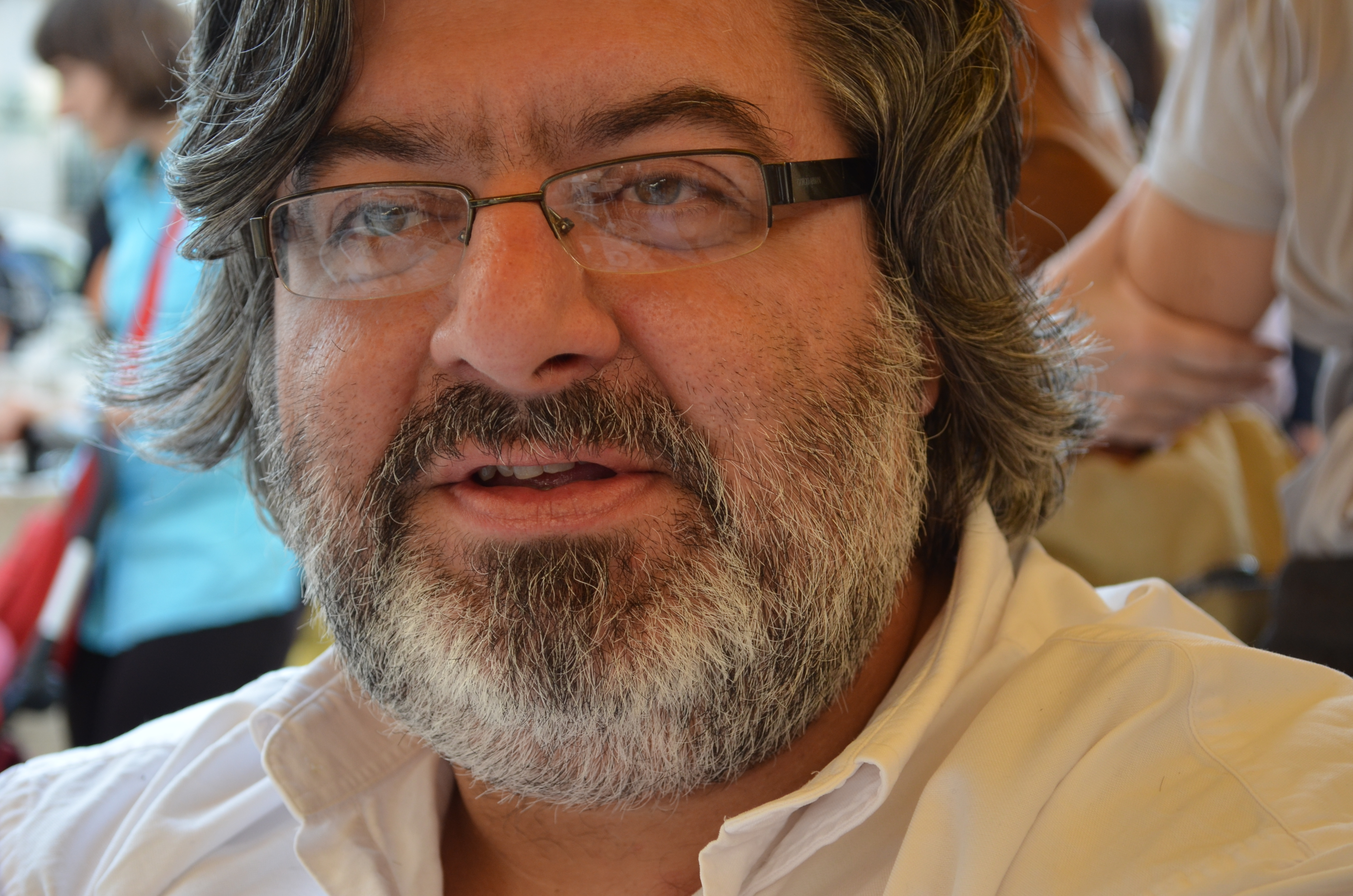
José Riço Direitinho

## Leben
Direitinho studierte Agrarwissenschaften und Landwirtschaftliche Soziologie. Für seine literarische Produktion erhielt er zahlreiche Preise, unter anderem 1994 den Grande Prémio de Romance e Novela des portugiesischen Schriftstellerverbandes A.P.E. Übersetzungen in andere Sprachen ließen ihn zu einem Hauptvertreter der neuen Schriftstellergeneration Portugals werden.
Sein Werk beschäftigt sich zumeist mit der Landbevölkerung Portugals und deren Mystizismus. Viele seiner Bücher sind ins Deutsche übersetzt worden.

## Werke
Deutsche Übersetzungen
- Brevier der schlechten Gewohnheiten. Roman. Aus dem Portugiesischen von Andreas Klotsch. Hanser Verlag, München 1997, ISBN 978-3-446-19103-7.
- Das Haus am Rande des Dorfes. Erzählungen. Aus dem Portugiesischen von Boris Planer. Elfenbein Verlag, 2. Aufl. Heidelberg 2000, ISBN 3-932245-04-0.
- Kerker der Engel. Roman. Aus dem Portugiesischen von Katja Ambrosy. Elfenbein Verlag, Heidelberg 2000, ISBN 3-932245-31-8.
- Willkommen in der Finsternis. Stadtgeschichten. Aus dem Portugiesischen von Ralph Roger Glöckler. Elfenbein Verlag, Berlin 2006, ISBN 978-3-932245-74-9.